# Campeonato Mundial de Natação em Piscina Curta de 2021 - 4x50 m livre masculino
A prova dos 4x50 metros livre masculino do Campeonato Mundial de Natação em Piscina Curta de 2021 foi disputado no dia 19 de dezembro de 2021, na Etihad Arena, em Abu Dhabi, nos Emirados Árabes Unidos.

## Recordes
Antes desta competição, os recordes mundiais e do campeonato nesta prova eram os seguintes:
|                       | Nacionalidade  | Tempo   | Local    | Data                   |
| --------------------- | -------------- | ------- | -------- | ---------------------- |
| Recorde mundial       | Estados Unidos | 1:21.80 | Hangzhou | 14 de dezembro de 2018 |
| Recorde do campeonato | Estados Unidos | 1:21.80 | Hangzhou | 14 de dezembro de 2018 |

## Medalhistas
| Ouro                                                                            | Prata                                                                                  | Bronze                                                                                           |
| Itália · Leonardo Deplano · Lorenzo Zazzeri · Manuel Frigo · Alessandro Miressi | Andrey Minakov Vladimir Morozov Vladislav Grinev Aleksandr Shchegolev Daniil Markov[a] | Países Baixos · Jesse Puts · Stan Pijnenburg · Kenzo Simons · Thom de Boer · Thomas Verhoeven[a] |

a  Nadadores que participaram apenas nas eliminatórias e receberam medalhas.

## Resultados

### Eliminatórias
As eliminatórias ocorreram dia 19 de dezembro com um total de 13 nacionalidades.
| Colocação | Bateria | Raia | Nacionalidade              | Nadadores                                                                                             | Tempo   | Notas            |
| --------- | ------- | ---- | -------------------------- | --- | ------- | ---------------- |
| 1         | 1       | 4    | Itália                     | Leonardo Deplano (21.49) Alessandro Miressi (21.12) Manuel Frigo (21.39) Lorenzo Zazzeri (20.95)      | 1:24.95 | Q                |
| 1         | 2       | 5    | Federação Russa de Natação | Vladimir Morozov (21.33) Daniil Markov (21.47) Vladislav Grinev (21.01) Aleksandr Shchegolev (21.14)  | 1:24.95 | Q                |
| 3         | 1       | 1    | Estados Unidos             | Zach Apple (21.62) Hunter Tapp (21.53) Kieran Smith (21.20) Tom Shields (21.26)                       | 1:25.61 | Q                |
| 4         | 2       | 4    | Países Baixos              | Stan Pijnenburg (21.52) Kenzo Simons (21.14) Thomas Verhoeven (22.04) Thom de Boer (21.00)            | 1:25.70 | Q                |
| 5         | 1       | 7    | China                      | Zhang Zhoujian (21.82) Wang Changhao (21.22) Pan Zhanle (21.60) Yang Jintong (21.94)                  | 1:26.58 | Q,               |
| 6         | 2       | 7    | Bélgica                    | Jasper Aerents (21.42) Jérôme Emo (22.00) Sebastien De Meulemeester (21.76) Thomas Thijs (21.64)      | 1:26.82 | Q                |
| 7         | 1       | 6    | Suíça                      | Roman Mityukov (22.27) Thomas Hallock (21.74) Antonio Djakovic (21.60) Noè Ponti (21.44)              | 1:27.05 | Q                |
| 8         | 2       | 8    | Lituânia                   | Danas Rapšys (21.92) Simonas Bilis (21.15) Andrius Šidlauskas (22.23) Deividas Margevičius (21.98)    | 1:27.28 | Q                |
| 9         | 2       | 1    | Coreia do Sul              | Hwang Sun-woo (21.72 ) Kim Woo-min (22.21) Won Young-jun (22.20) Lee Ho-joon (22.43)                  | 1:28.56 | Recorde nacional |
| 10        | 2       | 2    | Hong Kong                  | Ng Cheuk Yin (22.45) Ian Ho (20.96) Ng Yan Kin (23.10) Cheuk Ming Ho (22.53)                          | 1:29.04 | Recorde nacional |
| 11        | 1       | 3    | Turquia                    | Emre Sakçı (21.61) Doruk Tekin (22.97) Rasim Oğulcan Gör (22.35) Metin Aydın (22.49)                  | 1:29.42 |                  |
| 12        | 2       | 6    | Vietname                   | Hồ Nguyễn Duy Khoa (23.83) Nguyễn Hữu Kim Sơn (23.76) Trần Hưng Nguyên (23.43) Phạm Thanh Bảo (25.11) | 1:36.13 |                  |
| 13        | 1       | 5    | Polónia                    | Paweł Juraszek (21.93) Jakub Majerski Kacper Stokowski Marcin Cieślak                                 | DSQ     |                  |
| 13        | 1       | 2    | Eslováquia                 | | DNS     |                  |
| 13        | 2       | 3    | Reino Unido                | | DNS     |                  |

### Final
A final foi realizada em 19 de dezembro.
| Colocação         | Raia | Nacionalidade              | Nadadores                                                                                             | Tempo   | Notas            |
| ----------------- | ---- | -------------------------- | --- | ------- | ---------------- |
| Medalha de ouro   | 4    | Itália                     | Leonardo Deplano (21.37) Lorenzo Zazzeri (20.42) Manuel Frigo (21.21) Alessandro Miressi (20.61)      | 1:23.61 |                  |
| Medalha de prata  | 5    | Federação Russa de Natação | Andrey Minakov (21.14) Vladimir Morozov (20.61) Vladislav Grinev (20.72) Aleksandr Shchegolev (21.28) | 1:23.75 |                  |
| Medalha de bronze | 6    | Países Baixos              | Jesse Puts (21.30) Stan Pijnenburg (20.91) Kenzo Simons (21.16) Thom de Boer (20.41)                  | 1:23.78 |                  |
| 4                 | 3    | Estados Unidos             | Ryan Held (20.72) Shaine Casas (20.73) Zach Apple (21.06) Kieran Smith (21.30)                        | 1:23.81 |                  |
| 5                 | 2    | China                      | Zhang Zhoujian (21.67) Wang Changhao (20.88) Pan Zhanle (21.14) Yang Jintong (21.81)                  | 1:25.50 | Recorde nacional |
| 6                 | 7    | Bélgica                    | Jasper Aerents (21.60) Jérôme Emo (22.16) Sebastien De Meulemeester (21.56) Thomas Thijs (21.62)      | 1:26.94 |                  |
| 7                 | 8    | Lituânia                   | Danas Rapšys (21.94) Simonas Bilis (21.33) Andrius Šidlauskas (22.01) Deividas Margevičius (21.81)    | 1:27.09 |                  |
| 8                 | 1    | Suíça                      | Roman Mityukov (22.31) Thomas Hallock (21.43) Antonio Djakovic (21.61) Noè Ponti (21.75)              | 1:27.10 |                  |

Legenda
| Recorde mundial       | Recorde mundial (World record)               |                       | Recorde africano                      | Recorde africano (African) |                                           | Q | Classificado por posição (Qualified) |
| Recorde do campeonato | Recorde do campeonato (Championship record)  | Recorde da América    | Recorde da América (Americas)         | q                          | Classificado por melhor tempo (Qualified) |   |                                      |
| Melhor marca do ano   | Melhor marca do ano (World leading)          | Recorde asiático      | Recorde asiático (Asian)              | DNS                        | Não largou (Did not start)                |   |                                      |
| Recorde nacional      | Recorde nacional (National record)           | Recorde europeu       | Recorde europeu (European)            | DNF                        | Não terminou (Did not finish)             |   |                                      |
| Recorde pessoal       | Recorde pessoal do atleta (Personal best)    | Recorde da Oceania    | Recorde da Oceania (Oceania)          | DSQ / DQ                   | Desclassificado (Disqualified)            |   |                                      |
| Recorde da temporada  | Recorde da temporada do atleta (Season best) | Recorde sul-americano | Recorde sul-americano (South America) | NM                         | Sem marca (No mark)                       |   |                                      |